# دهستان هور
دهستان هور، یکی از دهستان‌های بخش هور شهرستان فاریاب در استان کرمان ایران است. مرکز این دهستان، شهر هورپاسفید است.

## جمعیت
بر پایه سرشماری عمومی نفوس و مسکن در سال ۱۳۹۵، جمعیت دهستان حور برابر با ۱۲٬۳۸۹ نفر بوده‌است.